# Renée de Rieux
Renée de Rieux de malnom Bella Châteauneuf, fou una cortesana francesa, nascuda vers l'any 1550 i morta després del 1600.
Era neta de Joan IV de Rieux i descendent en línia directa, per tant, dels cèlebres mariscals Joan i Pere de Rieux. Fou dama d'honor de Caterina de Mèdici, inspirà una violenta passió al duc d'Anjou (el futur Enric III, el qual feu que el poeta Philippe Desportes li dediqués pel seu conte moltes composicions amoroses, per les quals se li pagà, segons la brama 10.000 escuts i una protecció mai desmentida.
Finalment, Renata, llavors en l'apogeu de la seva bellesa i de la seva joventut, acabà per accedir a les peticions del duc d'Anjou i fou la seva amant des del 1572 fins al 1575, exercint sobre ell una gran influència.
Ja el 1571 Caterina de Mèdici havia volgut allunyar de la cort a la Renata, intentant casar-la diverses vegades, sense resultat, fins que aprofitant que el rei tenia altres amors, Caterina de Mèdici la desterrà. Llavors la bella Renta de Rieux casà amb "Florentino Antinotti", capità de les galeres de Marsella, al qual <matà virilment de la seva pròpia mà>, segons es diu, perquè no li guardava la fidelitat deguda.
Després va contraure segons núpcies amb "Felip Altoviti" baró de Castelana, que heretà la plaça del seu antecessor. Vídua del seu segon espòs, residí de 1592 a 1600 a Marsella, on era la principal associada d'una companyia per la pesca del corall.